# イーグル佐藤
イーグル佐藤（イーグルさとう、本名：佐藤 哲夫、 1949年6月11日 - ）は、東京都品川区出身の元プロボクサー。元日本スーパーライト級チャンピオン。野口ジム所属。アマのエリートからプロに転じ、強打とビッグマウスで知られた。

## 略歴
野口ジム主催のベビーボクシング出身。アマで活躍、59勝4敗の成績を残し、1969年6月プロデビュー。
デビュー戦は引分け、その後4連勝を飾るが、6戦目で初の黒星。8戦目では元日本王者の窪倉和嘉に5回KOで敗れる。その後は快進撃、1971年1月15日、開行憲を判定で破り日本スーパーライト級獲得。その後は開行憲との再戦で初防衛を果たし、ノンタイトルでフェル・ペトランザ、南久雄の両強豪を破るなど気を吐いたが、1972年2月13日、二度目の防衛戦で東海林博に判定で敗れ王座を失った。
4月13日の東海林への挑戦は実らず。その後は李昌吉の持つ東洋スーパーライト級王座に二度、ライオン古山の持つ日本スーパーライト級にも二度挑んだがいずれも不首尾に終わり、再度の王座獲得はならなかった。

## 通算戦績
39戦25勝（18KO）11敗3分